# ITF Indian Harbour Beach
Das ITF Indian Harbour Beach (offiziell: Revolution Technologies Pro Tennis Classic) ist ein Tennisturnier des ITF Women’s Circuit, das in Indian Harbour Beach, Florida, auf Sandplatz ausgetragen wird.

## Siegerliste

### Einzel
| Jahr                   | Siegerin          | Finalgegnerin       | Ergebnis        |
| ---------------------- | ----------------- | ------------------- | --------------- |
| ↓ Kategorie: $50.000 ↓ |                   |                     |                 |
| 2006                   | Edina Gallovits   | Rossana de los Ríos | 3:6, 7:65, 7:60 |
| 2007                   | Bethanie Mattek   | Wolha Hawarzowa     | 7:5, 1:6, 6:1   |
| 2008                   | Yanina Wickmayer  | Bethanie Mattek     | 6:4, 7:65       |
| 2009                   | Melanie Oudin     | Laura Siegemund     | 7:5, 5:7, 6:2   |
| 2010                   | Edina Gallovits   | Shelby Rogers       | 2:6, 6:3, 6:4   |
| 2011                   | Melinda Czink     | Alison Riske        | 4:6, 6:1, 6:4   |
| 2012                   | Grace Min         | Maria Sanchez       | 6:4, 7:64       |
| 2013                   | Petra Rampre      | Dia Ewtimowa        | 6:0, 6:1        |
| 2014                   | Taylor Townsend   | Julija Putinzewa    | 6:1, 6:1        |
| 2015                   | Katerina Stewart  | Louisa Chirico      | 6:4, 3:6, 6:3   |
| ↓ Kategorie: $75.000 ↓ |                   |                     |                 |
| 2016                   | Jennifer Brady    | Taylor Townsend     | 6:3, 7:5        |
| ↓ Kategorie: $80.000 ↓ |                   |                     |                 |
| 2017                   | Wolha Hawarzowa   | Amanda Anisimova    | 6:3, 4:6, 6:3   |
| ↓ Kategorie: $60.000 ↓ |                   |                     |                 |
| 2018                   | Caroline Dolehide | Irina Maria Bara    | 6:4, 7:5        |

### Doppel
| Jahr                   | Siegerinnen                            | Finalgegnerinnen                         | Ergebnis          |
| ---------------------- | -------------------------------------- | ---------------------------------------- | ----------------- |
| ↓ Kategorie: $50.000 ↓ |                                        |                                          |                   |
| 2006                   | Edina Gallovits Jessica Kirkland       | Maria Fernanda Alves Marie-Ève Pelletier | 6:3, 6:2          |
| 2007                   | Monique Adamczak Angela Haynes         | Carly Gullickson Lindsay Lee-Waters      | 6:1, 3:6, 6:4     |
| 2008                   | Madison Brengle Kristy Frilling        | Raquel Kops-Jones Abigail Spears         | 2:6, 6:4, [10:7]  |
| 2009                   | Heidi El Tabakh Melanie Klaffner       | Tetjana Luschanska Lilia Osterloh        | 6:3, 3:6, [10:7]  |
| 2010                   | Christina Fusano Courtney Nagle        | Julie Ditty Carly Gullickson             | 6:3, 7:64         |
| 2011                   | Alona Sotnykowa Lenka Wienerová        | Christina Fusano Alexa Glatch            | 6:4, 6:3          |
| 2012                   | Maria Fernanda Alves Jessica Moore     | Marie-Ève Pelletier Alona Sotnykowa      | 6:78, 6:3, [10:8] |
| 2013                   | Jan Abaza Louisa Chirico               | Asia Muhammad Allie Will                 | 6:4, 6:4          |
| 2014                   | Asia Muhammad Taylor Townsend          | Jan Abaza Sanaz Marand                   | 6:2, 6:1          |
| 2015                   | Maria Sanchez Taylor Townsend          | Angelina Gabujewa Alexandra Stevenson    | 6:0, 6:1          |
| ↓ Kategorie: $75.000 ↓ |                                        |                                          |                   |
| 2016                   | Julia Glushko Alexandra Panowa         | Jessica Pegula Maria Sanchez             | 7:5, 6:4          |
| ↓ Kategorie: $80.000 ↓ |                                        |                                          |                   |
| 2017                   | Kristie Ahn Quinn Gleason              | Laura Pigossi Renata Zarazúa             | 6:3, 6:2          |
| ↓ Kategorie: $60.000 ↓ |                                        |                                          |                   |
| 2018                   | Irina Maria Bara Sílvia Soler Espinosa | Jessica Pegula Maria Sanchez             | 6:4, 6:2          |

## Quelle
- ITF Homepage